# Europese kampioenschappen kyokushin-kan karate 2010 (KI)
De Europese kampioenschappen kyokushin-kan karate 2010 waren door Kyokushin-Kan International (KI) georganiseerde kampioenschappen voor kyokushinkai karateka's. De derde editie van de Europese kampioenschappen vond plaats in het Bulgaarse Varna op 23 oktober 2010.

## Resultaten
| Gewichtsklasse    | Goud                   | Zilver               | Brons                                    |
| ----------------- | ---------------------- | -------------------- | ---------------------------------------- |
| Lichtgewicht      | Astemir Beslaneev      | Khizirkhazhi Khasuev | Ruslan Ilyasov Yevgeniy Mamro            |
| Middengewicht     | Shamsudin Abdurashidov | Sergey Chmunevich    | Saypudin Dzhavatkhanov Alexei Mezhevstov |
| Zwaargewicht      | Magomed Mitsaev        | Arsen Hachatryan     | Kirill Prokhorov Emdzari Nikatsadze      |
| Superzwaargewicht | Andrey Vidyulin        | Timur Gateshev       | Alexei Gorokhov Dmitriy Savelyev         |